# Oakwood (condado de Paulding, Ohio)
Oakwood es una villa ubicada en el condado de Paulding, Ohio, Estados Unidos. Tiene una población estimada, a mediados de 2022, de 543 habitantes.

## Geografía
La localidad está ubicada en las coordenadas 41°5′34″N 84°22′29″O / 41.09278, -84.37472 (41.092757, -84.374731). Según la Oficina del Censo de los Estados Unidos, tiene una superficie total de 1.82 km², correspondientes en su totalidad a tierra firme.

## Demografía
Según el censo de 2020, en ese momento había 546 personas residiendo en la localidad. La densidad de población era de 300.00 hab./km². El 93.22% de los habitantes eran blancos, el 0.18% era amerindio, el 0.37% eran asiáticos, el 2.20% eran de otras razas y el 4.03% eran de una mezcla de razas. Del total de la población, el 6.41% eran hispanos o latinos de cualquier raza.